# Jacques Wallaert
Jacobus (Jacques) Wallaert of Jacobus Walleert (Hooglede, 5 november 1790 - Roeselare, 28 juli 1848) was een Belgisch rooms-katholiek priester, volksvertegenwoordiger en lid van het Belgisch Nationaal Congres.

## Levensloop
Wallaert was een zoon van de landbouwer François Wallaert en van Anna Verhulst. Hij deed zijn middelbare studies aan het Klein Seminarie van Roeselare en was er laureaat in 1810. In de Poësisklas had hij priester Leo de Foere als leraar. Op 25 maart 1813 werd hij, vroegtijdig, tot priester gewijd in Brussel en ontsnapte zo aan de strafexpeditie van de Gentse seminaristen naar Wezel.
Na 1814-15 was hij leraar in het Klein Seminarie van Sint-Niklaas en van 1816 tot 1824 was hij studiemeester in Roeselare. In 1824 werd hij principaal van het Sint-Baafscollege in Gent. In 1826 werd hij pastoor op de gemeente Beveren bij Roeselare. Onder het impuls van priester Bernard Moens interesseerde hij zich, zoals vele geestelijken in het Roeselaarse aan de petitieacties opgezet door de Rodenbachs tegen de regering van Willem I.
Op 3 november 1830 werd hij door het arrondissement Tielt tot vertegenwoordiger in het Nationaal Congres verkozen, terwijl hij in Roeselare tot plaatsvervangend lid werd verkozen. Hij liet zich tijdens de publieke zittingen weinig horen. Hij stemde voor een monarchie als regeringsvorm en voor de eeuwigdurende uitsluiting van de Nassaus. In deze laatste stemming gedroeg hij zich anders dan zijn vroegere leermeester de Foere. Hij stemde wel zoals hij toen het Verdrag der XVIII Artikelen moest worden aanvaard. Bij de eerste verkiezing voor een staatshoofd, bracht hij zijn stem uit op de hertog van Leuchtenberg en later op Leopold van Saksen Coburg. 
In 1833 werd hij door het arrondissement Roeselare tot volksvertegenwoordiger verkozen, in opvolging van priester Désiré de Haerne die in Kortrijk was verkozen. Hij werd telkens herkozen en zetelde tot aan zijn plotse dood in 1848, ook al dacht hij soms ermee op te houden, zoals hij in 1839 aan bisschop Boussen liet weten. Tegelijk was hij ook sinds 1834 pastoor-deken van Torhout.
In 1838 stemde hij, in tegenstelling tot andere priesters, voor de aanvaarding van het Verdrag der XXIV Artikelen. Hij interesseerde zich voornamelijk voor problemen van onderwijs, meer bepaald voor de universiteit van Leuven en voor het lager onderwijs. Als pastoor-deken van Torhout interesseerde hij zich ook aan de normaalschool in deze stad.
Wallaert had een broer, Johannes Wallaert (1797-1834) die eveneens priester werd en vroeg stierf. Jacobus Wallaert stierf plots terwijl hij zich in Roeselare ten huize van zijn arts, dr. Van Dorpe bevond. In het archief van het Bisdom Brugge vindt men zijn portret. In Beveren-Roeselare is er een Deken-Wallaertstraat.